# Nahikari García
Nahikari García Pérez (Urnieta, 10 marzo 1997) è una calciatrice spagnola di origini basche, attaccante dell'Athletic Bilbao e della nazionale spagnola.

## Carriera
Dopo aver giocato per Real Sociedad e Real Madrid, il 22 agosto 2023 García è stata ingaggiata a titolo definitivo dall'Athletic Bilbao, sempre nella massima serie spagnola, firmando un contratto biennale con il club basco.

## Palmarès

### Club
- Coppa della Regina: 1

Real Sociedad: 2018-2019

### Individuale
- Campionato europeo femminile under 17 di calcio:

Golden Boot 2013